# 이와미역 (나라현)
이와미역(일본어: 石見駅)은 일본 나라현 시키군 미야케정에 위치한 긴키 닛폰 철도 가시하라 선의 철도역이다. 역 번호는 B 35이며, 상대식 승강장 2면 2선의 구조를 갖춘 지상역이다.

## 타는 곳
| 1 | B 가시하라 선 | 하행 | 다와라모토 · 야마토야기 · 가시하라진구마에 · 요시노 방면                                       |
| 2 | B 가시하라 선 | 상행 | 히라하타 · 덴리 · 야마토사이다이지 · 나라 · 교토 · 오사카난바 · 아마가사키 · 고베산노미야 방면 |

## 이용 현황
- 2005년 11월 8일 : 2,932명
- 2008년 11월 18일 : 2,385명
- 2010년 11월 9일 : 2,384명
- 2012년 11월 13일 : 2,622명
- 2015년 11월 10일 : 2,136명

## 역 주변
- 미야케 정청
- 게이나와 자동차도 미야케 나들목

## 인접 역
| 긴키 닛폰 철도 B 가시하라 선     | 긴키 닛폰 철도 B 가시하라 선 | 긴키 닛폰 철도 B 가시하라 선         |
| -------------------------------- | ---------------------------- | ------------------------------------ |
| B34 유자키 야마토사이다이지 방면 | B 가시하라 선                | 다와라모토 B36 가시하라진구마에 방면 |